# Siegfried Stokman
Siegfried Stokman O.F.M. (Jacobus Gerardus) (Sloten NH, 20 maart 1903 – Vleuten-De Meern, 10 mei 1970) was een pater franciscaan, politicus, Kamerlid van 1946 tot 1969 en rechtsgeleerde. Zijn kloosternaam 'Siegfried' gebruikte hij achter zijn titels Mag. dr. vaker dan zijn burgerlijke namen Jacobus Gerardus in publicaties.
Na de gebruikelijke franciscaanse gymnasium-, filosofie- en theologie-studie in achtereenvolgens Megen, Wijchen en Weert werd de jonge priester Stokman naar de Katholieke Universiteit Leuven gestuurd om een graad te halen in het Kerkelijk Recht; hij promoveerde met zijn dissertatie De religieuzen en de onderwijspolitiek der regeering in het Vereenigd Koninkrijk der Nederlanden (1814-1830).

## Openbaar leven
In 1937 begon hij zijn publieke leven, toen hij werd aangesteld als directeur van de Ontwikkelingscentrale van het RK Werkliedenverbond. Zoals in de jaren dertig van de twintigste eeuw gebruikelijk, was hij een pleitbezorger van het corporatisme, onder meer uitgedragen door Paus Pius XI in diens encycliek Quadragesimo Anno van 1931, de katholieke leer die een sociale koers bepleitte tegen communisme en tegen liberalisme. De latere kardinaal Jan de Jong adviseerde hij in alle arbeidszaken, ook en vooral nadat de Duitsers vakbonden als het RKWV hadden opgeheven.
In 1944 werd Stokman als vertegenwoordiger van de katholieke 'zuil' en als vertrouwensman van de bisschoppen lid van het 'College van Vertrouwensmannen' van de Nederlandse regering in Londen en ook lid van het 'parlement' , de Nationale Adviescommissie. Stokman was voluitbetrokken bij de oprichting van de KVP als opvolger van de RKSP. Hij steunde het idee van de ene katholieke partij, waar zowel de arbeider als de werkgever zouden moeten samenwerken, maar hij wilde niet dat de bisschoppen zich politiek uitspraken vóór de KVP; ook wilde hij niet dat de bisschoppen in hun afkeer van de Doorbraak (waar Stokman ook niet voor was) zich nadrukkelijk keerden tegen de PvdA, de socialistische vakbond NVV en de rode omroep VARA. Het Mandement van 1954 ging Stokman te ver in zijn stellingname tegen de socialisten.
Tot 1963 was Stokman lid van de Tweede Kamer waar hij het woord voerde over ethische en onderwijsvraagstukken. Daarna werd hij lid van de Eerste Kamer tot 1969; het jaar erna overleed hij.
In zijn laatste levensjaren werd Stokman in zijn politieke ideeën radicaler. Hij steunde de kleine groep radicalen binnen de KVP die pleitten voor progressieve politiek samen met andere partijen.
Ook internationaal deed Stokman van zich spreken. Zo was hij tussen 1946 en 1966 gedelegeerde van de Nederlandse regering bij de ILO, de Internationale arbeidsorganisatie in Genève.
Het engagement dat pater Stokman in politiek en parlement tientallen jaren had laten zien zou in 1983 door het Nieuwe Kerkelijk Wetboek (Canon 285) voor priesters uitdrukkelijk worden verboden.